# Coelopencyrtus arenarius
Coelopencyrtus arenarius är en stekelart som först beskrevs av Erdös 1957.  Coelopencyrtus arenarius ingår i släktet Coelopencyrtus, och familjen sköldlussteklar. Arten är reproducerande i Sverige.